# Siemiątkowo (powiat Żuromiński)
Siemiątkowo is een dorp in het Poolse woiwodschap Mazovië, in het district Żuromiński. De plaats maakt deel uit van de gemeente Siemiątkowo.